# 歌口
歌口または唄口（うたぐち）とは、管楽器において、吹奏のために唇を当てる、もしくは口に咥える穴の部分、吹き口のこと。
木管楽器の場合、マウスピースと同義に扱われることもあるが、歌口はマウスピースのように独立した部品であるか否かを問わず、むしろマウスピースの一部に歌口が存在すると考えるべきものである。
- フルートのような横笛の場合は、側面に開けられた穴のうち、唇に当てて息を吹き込む穴（吹き口、blow hole）のこと[3][4]。フルートの場合、管とは別の部品（一般にリッププレートと呼ぶ）をろう付けして形成する[3]。
- 尺八、リコーダー、ケーナのような縦笛の場合は、息を吹き込む管の上端部のこと[4]。
- クラリネット、サクソフォーン、篳篥、オーボエ等のリード楽器においては口に咥える部分のこと。
- トランペットなど、唇を当てる部分が着脱できる独立した部品となっている場合、一般に「マウスピース」と呼ぶが、この部品を指す訳語としても用いられる[5]。